# سعيد بن عفصان
سعيد بن عفصان ممثل إماراتي ، دخل مجال الفن عام 1967 وترك الساحة الفنية بهدوء قدم عدد من المسلسلات منها مسلسل مدته دقيقتان مع علي التميمي و طول عمر واشبع طماشه و مسلسل الغوص و مسلسل اشحفان ، أشتهر بشخصية مصبح المحش إلى جانب رفاقه سلطان الشاعر أشحفان و محمد الجناحي ماكديت و محمد الدرواش الكراني و سعيد النعيمي القاضي حيث حقق المسلسل شهرة كبيرة وواسعة في الخليج أو منطقة العربية.